# International Project Management Associaction
International Project Management Association, IPMA – międzynarodowa federacja stowarzyszeń zmierzająca do popularyzacji wiedzy na temat zarządzania projektami oraz integrująca środowisko project managerów na świecie. Stowarzyszenie zrzesza organizacje w ponad 50 krajach na świecie.

## Członkostwo
Istnieją dwa rodzaje członkostwa w IPMA.
a) Członkowie indywidualni – osoby fizyczne, które zgłosiły akces do organizacji centralnej lub do jednostek krajowych i zostały wpisany do ewidencji członków;
b) Członkowie instytucjonalni – osoby prawne (firmy, fundacje, stowarzyszenia) które zostały wpisane do ewidencji członków;

## Historia
Organizacja została powołana do życia w Szwajcarii w 1965 roku jako IMSA (International Management Systems Association). W 1967 roku nastąpiła zmiana nazwy stowarzyszenia na INTERNET i począwszy od tego momentu rozpoczęło się przyjmowanie organizacji krajowych jako wyłącznych przedstawicieli. W trakcie 13 światowego kongresu zarządzania projektami (Paryż, 1996r) została ustalona obecna nazwa – IPMA. Obecnie organizacja zrzesza 45 stowarzyszeń krajowych.

## IPMA w Polsce
W 1999 r. do grona organizacji krajowych stowarzyszonych w międzynarodowej federacji IPMA dołączyło SPMP (Stowarzyszenie Project Management Polska), które w 2011 r. zmieniło nazwę na obecną – IPMA Polska. Obecnie w ponad 3700 w Polsce i 173 000 kierowników projektów posiada certyfikat przyznawany przez IPMA. Struktura działań oparta jest na 11 grupach regionalnych oraz biurze centralnym, mającym swoją siedzibę w Warszawie.

## Certyfikaty IPMA
System 4-L-C (czterostopniowy system certyfikacji) oparty jest na Narodowych Wytycznych Kompetencji IPMA (NCB). Dokument ten przedstawia najważniejsze kompetencje, które powinien mieć kierownik projektu. Dodatkowo określa również jakie doświadczenie i wiedza są niezbędne do tego, aby wziąć udział w procesie certyfikacji. Wymagania te adekwatne są do poziomu certyfikatu, o który ubiega się osoba zarządzająca projektami. Weryfikacja aplikanta sprawdza 3 obszary kompetencji: behawioralne, techniczne oraz kontekstualne. Dzięki temu kompleksowemu podejściu dokument ten w możliwie najbardziej rzetelny sposób precyzuje predyspozycje posiadacza Występują 4 poziomy certyfikacji odzwierciedlające zarówno kompetencję, wiedzę, doświadczenie jak i cechy osobowościowe:
Poziom D – Certified Project Management Associate Pierwszy z certyfikatów, które można zdobyć według metodyki 4-L-C. Aby go uzyskać, trzeba przejść test, złożyć dokumentację do weryfikacji, a także posiadać niewielkie doświadczenie.
Poziom C – Certified Project Manager Certyfikat ten zaświadcza posiadanie kilkuletniego doświadczenia oraz poświadcza kompetencje w zarządzaniu projektami o znacznym budżecie.
Poziom B – Certified Senior Project Manager Poziom B przeznaczyny jest dla zarządzających porftelem projektów.
Poziom A – Certified Projects Director Najwyższy poziom certyfikatu „A” dokumentuje posiadanie rozlicznych kompetencji profesjonalnych, predyspozycji osobistych, doświadczenia i umiejętności. Przeznaczony jest dla prezesów firm i osób, które zarządzają wieloma projektami o charakterze długofalowym i strategicznym